# 沃納馬薩 (新澤西州)
沃納馬薩（英語：Wanamassa）是位於美國新澤西州蒙茅斯縣的普查規定居民點。

## 人口
根據2020年美國人口普查的數據，沃納馬薩的面積為2.98平方千米，當中陸地面積為2.88平方千米，而水域面積為0.10平方千米。當地共有人口4344人，而人口密度為每平方千米1,457.72人。